# Outsidaz
Outsidaz est un groupe de hip-hop américain, originaire de Newark, dans le New Jersey. Le groupe est sans doute mieux connu pour son affiliation avec les groupes The Fugees et D12.

## Biographie
Outsidaz est formé en 1991 à Newark, dans le nord du New Jersey et se compose de Young Zee, Pace Won, Slang Ton, Yah Ya, Ax, D.U., Az-Izz, Leun One, NawShis, DJ Muhammed, et Denton. Les origines du groupe sont retracées au début des années 1990. Young Zee et Pace étaient originellement des rappeurs rivaux ; Pace menait un groupe local appelé PNS, et Zee menait un groupe local appelé Skitzo. En 1991, lors d'une longue battle entre PNS et Skitzo à Newark, Zee et Pace n'arrivent pas à se démarquer, et décident alors de se réunir pour former Outsidaz. En 1995, Outsidaz attire l'attention des Fugees, qui les recrutent pour leur single Cowboys,. Chris Schwartz fonde le label RuffNation Records en 1999, et le premier groupe de son catalogue musical devient Outsidaz. Le premier single des Outsidaz, The Rah Rah, est publié en décembre 1999, et suit d'un EP intitulé Night Life en janvier 2000. Au départ de Schwartz, le groupe le suit et termine au label Ruff Life. À ce label, le groupe publie son premier album, The Bricks, le 22 mai 2001. L'album atteint les classements Billboard.
Le collectif se sépare en 2003. Young Zee, un des leaders du crew, signe depuis sur le label de Kon Artis, autre membre de D12. En 2011, Young Zee et Pacewon participent à l'album des Jedi Mind Tricks, Violence Begets Violence sur la chanson Design In Malice. L'année suivante, Pacewon et Mr. Green participent à la chanson Get at Me de St. Cule. En juillet cette même année, Young Zee et Mr. Green publient un album collaboratif intitulé One Crazy Weekend.

## Discographie

### Albums studio
- 2000 :  Night Life
- 2001 : The Bricks
- 2001 : All Natural

### Singles
- 1998 : Rain or Shine
- 1999 : The Rah Rah
- 1999 : Macosa/Do It With a Passion
- 2001 : Keep On/Done in the Game
- 2001 : Who U Be?
- 2001 : Ya Can't
- 2001 : Public Enemy #1
- 2001 : I Want Her Out
- 2002 : I'm Leavin'
- 2012 : Sour 'n' Juice (feat. Pacewon & G-Smoke)